# جوزفين دي بوارنيه
الإمبراطورة جوزفين دو بوارنيه واسمها الكامل ماري جوزيف روز تاشر دي لا باجيري، (ولدت في 23 يونيو 1763 في مارتينيك - وتوفيت في 29 مايو 1814 في روي-مالميزون). كانت الزوجة الأولى للإمبراطور نابليون الأول. من عام 1796 إلى 1809، كانت إمبراطورة فرنسا من 1804 إلى 1809 ومملكة إيطاليا النابوليونية من 1805 إلى 1809.

## زواجها من نابليون
بدأت قصة الحب الخالدة بين نابليون وجوزفين وقد اختلفت الروايات فأحداها قال إنه عرفها عن طريق أحد أصدقائه ولها طفلة ورواية أخرى تقول إنها أم لطفلين ذهب أحدهما ليطلب نابليون الاحتفاظ بسيف والده الذي أُعدم بعد عمليات الشغب وعندما عاد يحكي لإمه عن حسن تعامل نابليون له قررت أن تدعوه على العشاء وتقدم له الشكر ومنذ تلك الزيارة لم تنقطع لقاءاتهم المتوالية.. ووقع نابليون في حب جوزفين رغم أنها تكبره بستة أعوام لم تكن شديدة الجمال ولكن كانت تمتلك الجاذبية الهادئة..وصوت عذب وجميل في عام 1796 تزوجا بعد أن ملئت قلب نابليون حباً.. وامتلكته بميزان غير عادل من أمراة تملك كل مقومات الحب ونابليون الذي لم يعرفه من قبل وغير نابليون إسمها من روز إلى جوزفين كما كان يحلو له مناداتها.. بعد يوم واحد فقط سافر نابليون لاستلام جيشه في إيطاليا وربما كان يعلم مسبقاً فقرر الزواج ولو لساعات بحبيبته جوزفين
إلا أنه أبطل زواجه بها عام 1810 بحجة عقمها عن إنجاب الأطفال. وماتت معتزلة المجتمع في قصر مالميزون.

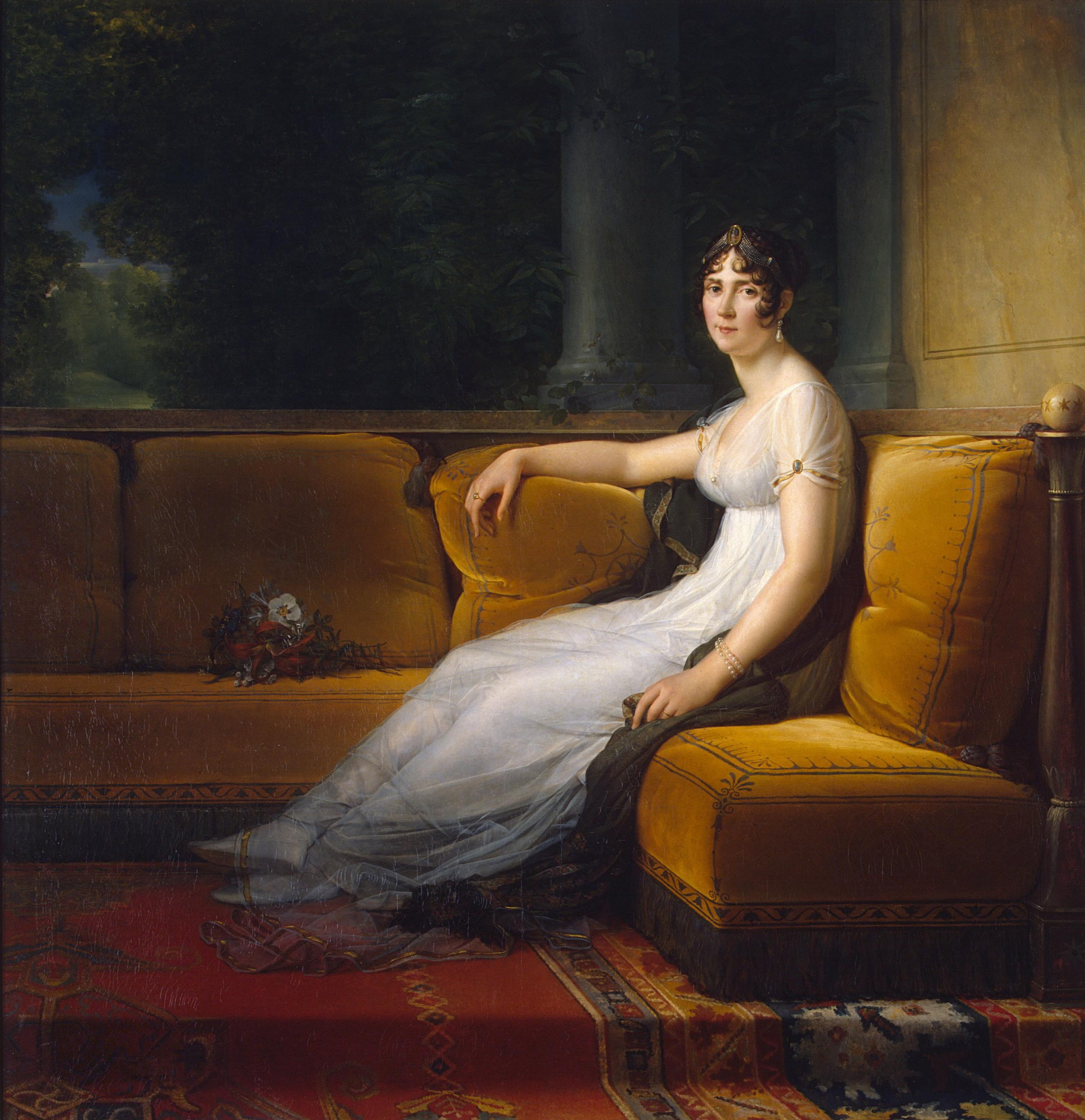
السيدة بونابرت في صالونها، سنة 1801

## معلومات
ما زالت قصة حياة الإمبراطورة جوزفين زوجة الإمبراطور نابليون بونابرت مادة ثرية وخصبة تثير أسرارها خيال الكتاب والباحثين؛ فهي كما تقول عنها كتب التاريخ المرأة الوحيدة التي استطاعت إخضاع نابليون بونابرت تلك العقلية العسكرية الفذة التي أخضعت العالم. بل إنها لم تخش نابليون بونابرت بكل سلطانه، وخانته مع ضابط من جيشه ;"شارل هيولييت" الذي كان يعمل ملازما في وحدة الصوهار وعشق جوزفين خلال حملة بونابارت على إيطاليا[بحاجة لمصدر].
وقد صدر في فرنسا كتاب جوزفين سيرة إمبراطورة تأليف (بيير فرانسوا لادفوكا)، الذي سبق أن كتب السير الذاتية لكل من الكاتب الفرنسي الراحل فيكتور هوجو و شاتو بريان و لومارتين.
ويعرض الكتاب لفترة معينة وهي تلك الفترة الواقعة بين عامي 1810 و1811، حيث دمّرتها الثورة الفرنسية عندما قام الإمبراطور نابليون بونابرت بالانفصال عنها.

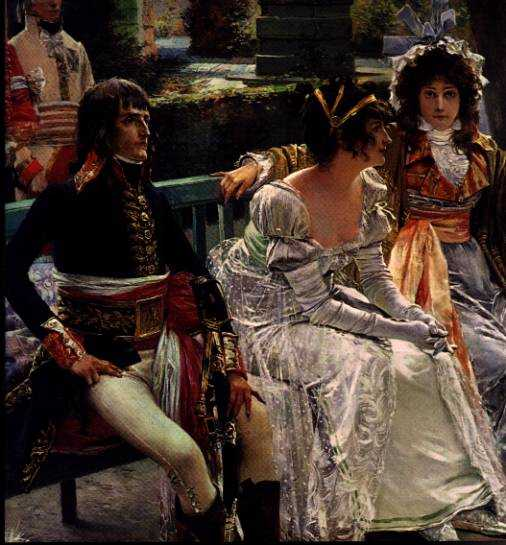
نابليون و جوزفين

وكانت قد تزوجت من «الكونت بوهامان» في عام 1779، وأنجبت منه طفلين ثم توفي عام 1794، فتزوجها الإمبراطور نابليون بونابرت في عام 1796.
يذكر أنه في عام 2007 قد عرضت واحدة من رسائل الحب التي بعث بها نابليون بونابرت للإمبراطورة جوزفين للبيع في مزاد علني بمبلغ 409 آلاف يورو، وكان نابليون قد كتب لها هذه الرسالة قبل زواجه بها، وبيعت الرسالة وهى إحدى ثلاث رسائل كتبها نابليون بونابرت لجوزفين قبل الزواج في هذا المزاد العلني الذي خصص لبيع رسائل كتبتها شخصيات تاريخية في دار كريستيز بلندن.

## روابط خارجية
- مقالات تستعمل روابط فنية بلا صلة مع ويكي بيانات